# Allport (Arkansas)
Pour les articles homonymes, voir Allport.
Allport est un village situé dans l’État américain de l'Arkansas, dans le comté de Lonoke.